# استیک تی-بن

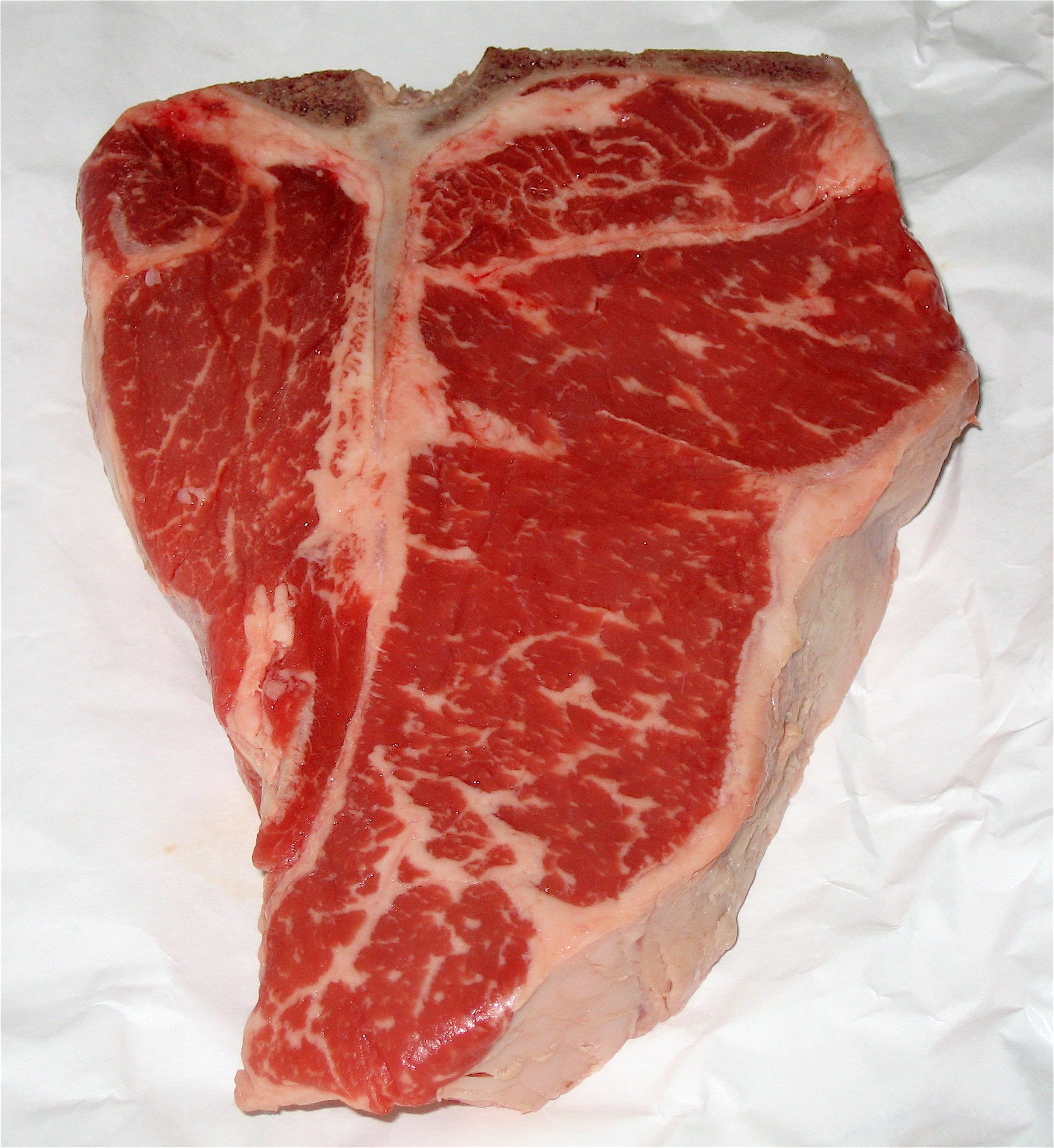
استیک تی-بُن خام با چربی متوسط که دارای فیلهٔ کمتر (سمت چپ) و راستهٔ بیشتر (سمت راست) است.

استیک تی-بُن (انگلیسی: T-bone steak) و استیک پورترهاوس (انگلیسی: Porterhouse) انواع نسبتاً مشابهی از استیک گوشت گاو هستند. این استیک‌ها، شاملِ برشی از گوشت گاو/گوساله هستند که یک استخوان T شکل را شامل می‌شود و در یک طرف این استخوان، گوشت «راسته» و در سمت دیگرش، گوشت «فیله» قرار دارد.
در «استیک تی-بُن»، این برش، از قسمت جلویی گوشت کمر گوساله تهیه می‌شود و به همین دلیل بیشتر شامل «راسته» است تا «فیله».
در «استیک پورترهاوس»، برش گوشت از قسمت انتهایی گوشت کمر گوساله تهیه می‌شود و به همین دلیل بیشتر شامل «فیله» است تا «راسته».
اگر بخش فیلهٔ اطراف این استخوان T شکل را جدا کرده و بطور مجزا بفروشند، به آن «فیلهٔ مینیون» (فرانسوی: Filet mignon‎) می‌گویند.
این استیک‌ها، یکی از مرغوب‌ترین انواع استیک هستند و قیمت گران‌تری نسبت به سایر انواع دارند.

## آناتومی
به منظور تهیهٔ تی‌بُن، قصاب می‌بایست مهره‌های کمری گاو را به‌طور طولی در امتداد ستون مهره‌ها اره کند. پایه یا بخش پائین‌روندهٔ «T»، در واقع همان زائده‌های عرضی مهره است و گوشت اطرافش نیز، ماهیچه‌های اطراف مهره‌ای است. بخش نیم‌دایره‌ای کوچکی که در بالای «T» دیده می‌شود، نیمی از «سوراخ مهره‌ای» است.

## روش پخت

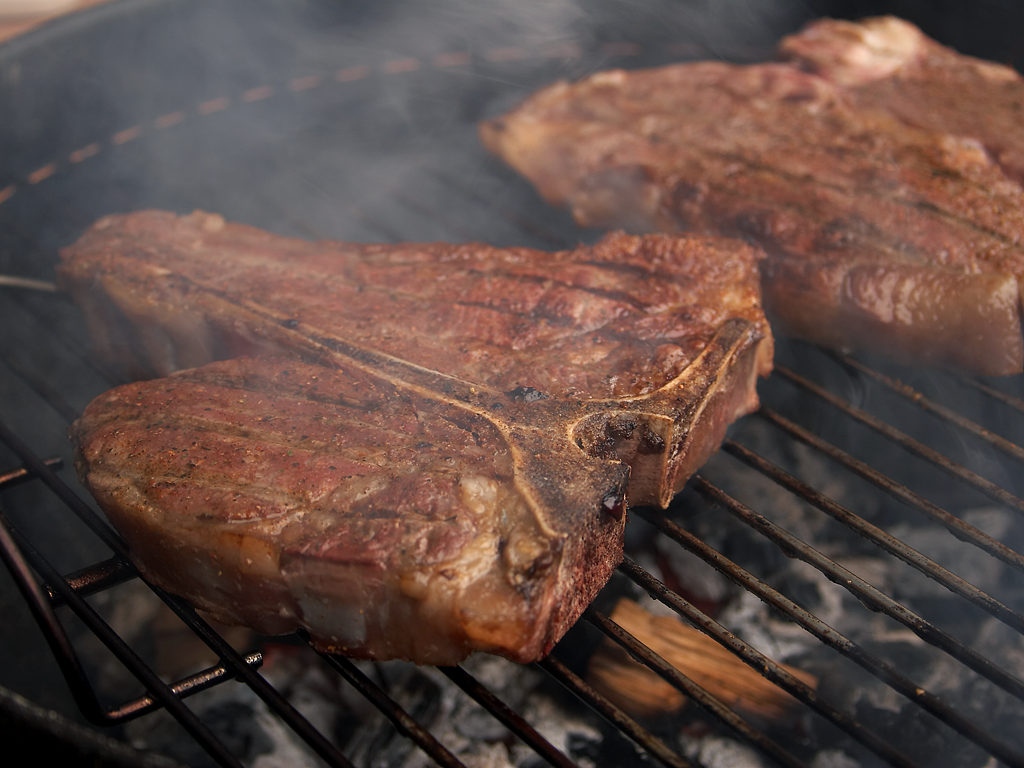
کباب‌کردن استیک‌

این استیک‌ها با روش‌هایی از کباب‌کردن آماده می‌شوند که در آنها، میزان حرارت زیاد، به‌طور یکجا و سریع به گوشت منتقل می‌شود. (مثل «گریل‌کردن» که حرارت از پائین و «برویلینگ» که حرارت از بالا منتقل می‌شود). از آنجایی که این قسمت از گوشت گوساله نسبت به سایر بخش‌ها، حاوی مقادیر کمتری از کلاژن است، در نتیجه برای تُرد و لطیف‌شدن گوشت، نیازی به پختِ طولانی نیست. استخوان T شکل نیز با هدایت گرمایی موجب پخت یکنواخت گوشت اطراف و جلوگیری از سفت و خشک شدن آن حین پخت می‌شود. گوشت‌های چسبیده با استخوان، با سرعت کمتری نسبت با بخش‌های دیگر استیک، کباب می‌شوند و معمولاً بخش فیله‌ای استیک، زودتر از بخش راسته‌ای آن به حرارت موردنظر می‌رسد.